# ایوان آربولدا
ایوان مائوریسیو آربولدا (اسپانیایی: Iván Mauricio Arboleda‎؛ زادهٔ ۲۱ آوریل ۱۹۹۶) بازیکن فوتبال اهل کلمبیا است.